# Communautés noires en Tunisie
Les communautés noires en Tunisie, ou Noirs tunisiens, sont les personnes citoyennes tunisiennes ou résidentes en Tunisie dont la couleur de peau indique des origines africaines subsahariennes. Ces origines s’inscrivent dans l’histoire des migrations transsahariennes, volontaires ou forcées (traite esclavagiste). La proportion de personnes tunisiennes noires est estimée à 10 à 15 % de la population en 2022. Depuis la révolution tunisienne de 2011, on assiste à l’émergence de revendications identitaires et antiracistes de la part de Tunisiens et Tunisiennes noirs.

## Démographie
Les communautés noires en Tunisie sont composées de personnes tunisiennes et de personnes ressortissantes d’autres pays. Les personnes noires tunisiennes représentent 10 à 15 % de la population en 2022. Elles descendent soit d’esclaves, soit de personnes immigrées volontairement d’Afrique subsaharienne. Les personnes noires non tunisiennes sont pour la plupart issues de l’immigration de travail d’Afrique subsaharienne ayant eu cours sous la présidence de Ben Ali (1987-2011) ou ayant fui la Libye après la révolution tunisienne de 2011.
Les communautés noires de Tunisie se concentrent dans le Sud : Gabès, Kbili, Djerba, Zarzis…

## Histoire
La Tunisie, comme l’Algérie et la Libye, sont historiquement concernées par les migrations en provenance d’Afrique subsaharienne, que ce soit comme plateformes de transit vers l’Europe ou comme territoires en besoin de main d’œuvre domestique et agricole. Ces déplacements de populations commencent avant la traite esclavagiste (VIIIe-XIXe siècles) et se poursuivent pendant et après.

### La traite transsaharienne
L’esclavage en Tunisie s’inscrit dans le phénomène de la traite orientale. Il repose en partie sur la traite esclavagiste transsaharienne. Il est aussi alimenté par les réseaux de traite esclavagiste de Méditerranée et d’Europe occidentale et orientale, qui transportent des esclaves chrétiens blancs .

#### Du VIIIe au XIe siècles
Les habitants de Fezzan (Libye) entretiennent déjà des relations commerciales avec l’Afrique intérieure avant la conquête musulmane du Maghreb aux VIIe et VIIIe siècle. Mais la naissance et l’expansion de l’islam, à la fois comme religion et comme empire, entraînent le développement de réseaux de commerce de longue distance, notamment transsaharien. Au début de sa conquête du Maghreb, le califat islamique se fournit en esclaves au sein des populations amazighes vaincues. Lorsque celles-ci se convertissent massivement à l’islam, il devient illicite de les réduire en esclavage. La traite en direction du Moyen-Orient se met alors à se fournir au Sud du Sahara. Cela est permis par le réseau de commerce de longue distance que mettent place les Amazighs ibadites, entre le VIIIe et le XIe siècles. Ils ouvrent des voies caravanières et des terminaux sur les deux rives du Sahara. Leur contrôle des réseaux commerciaux transsahariens assure leur autonomie face aux dynasties arabes successives.
Le commerce transsaharien consiste alors principalement en échanges de sel d’Afrique du Nord contre de l’or et des esclaves de « Bilâd as-Sûdan » (pays des noirs en arabe), soit du Sahel. Une chronique arabe du IXe siècle précise que les rois du Sûdan (Sahel) vendaient des personnes noires comme esclaves « sans raison » et sans que cela soit justifié par la guerre.
Les principaux peuples d’origine des esclaves qui prennent la route du lac Tchad au Fezzan sont les Zaghâwa, mais aussi les Mîri et les Murrû. Au Xe siècle, cette route est surnommée la « route des esclaves », car elle ne transporte pas d’or mais principalement des esclaves, ainsi que de l’alun. Sa partie méridionale est contrôlée par l’État africain subsaharien de Kânem, qui deviendra ensuite Kânem-Bornû. Le marché d’esclaves de Zawîla, dans le Fezzan, est pendant des siècles l’un des plus grands du Sahara. C’est de là que partaient des convois vers l’Égypte et le Moyen-Orient, mais aussi vers la Tunisie.
Les données chiffrées manquent pour connaître l’ampleur de la traite à l’époque médiévale, mais le travail d’historiens permet de savoir que plusieurs localités situées sur les axes caravaniers vivaient principalement grâce à cela[16]. Cela indique une activité commerciale constante et pérenne. Au XIVe siècle, le voyageur Ibn Battûta indique avoir quitté la Mali vers le Hoggar (Algérie actuelle) avec une « caravane considérable » qui transportait « environ six cents filles esclaves ».
Du côté de l’Algérie, une route caravanière relie l’ouest de la côte algérienne au royaume de Gao (dans l’actuel Mali). Cet axe ouvert au VIIIe siècle est le second plus ancien connu du commerce transsaharien, après celui du Fezzan. L’oasis ibadite de Ouargla, dans le Nord-est du Sahara algérien, en est un important carrefour. De là part une route menant à Kairouan (dans l’actuelle Tunisie). Une autre mène à Tripoli (Libye), en passant par l’oasis de Ghadamès (dans l’actuelle Libye, à la jonction entre les frontières libyenne, algérienne et tunisienne). Alors que la plupart des esclaves subsahariens sont utilisés comme main d’œuvre, domestique ou autre, ceux de Gao sont réputés « méchants » et servent principalement à la guerre.
En Ifrîqiya (actuelle Tunisie), les esclaves subsahariens sont d’abord employés comme concubines, domestiques ou aux travaux agricoles. Au IXe siècle s’ajoute à cela la fonction de garde militaire.
Du début du VIIIe siècle à celui du Xe siècle, le Jérid (région de Tozeur, dans le sud-ouest tunisien) occupe une place de premier plan dans le commerce transsaharien : les esclaves arrivant de Kanem (Tchad) par Zawîla (Libye) ou de Gao (Mali) par Ouargla (Algérie) y transitaient ou s’y arrêtaient. Beaucoup y étaient employés dans les palmeraies. La présence de personnes noires est aussi documentée au Cap Bon, qui comptait une importante communauté ibadite. Elles sont à l’époque réputées pouvoir y résister à certaines eaux polluées qui rendent malades les autres étrangers.
À cette époque, le terme ‘abîd (esclave) ne connotait pas de couleur de peau. Il désignait autant les esclaves blancs que les esclaves noirs.
À partir de la dynastie aghlabide au IXe siècle, des corps d’armée sont formés entièrement de personnes noires. Elles sont pour cela achetées comme esclaves par milliers, puis affranchies. La plupart sont intégrées au corps d’infanterie nommé raghghâla, encadrés par des officiers eux aussi issus de la traite transsaharienne. D’autres forment la garde rapprochée du sultan et ont des montures.

#### Du XIIe au XIIIe siècles
Du XIIe siècle jusqu’au milieu du XIIIe siècle, se forme l’empire sunnite almohade.  S’ouvre alors une voie transcontinentale reliant le Sahel occidental à l’Andalousie : l’Afrique subsaharienne est intégrée à l’économie méditerranéenne et européenne. La voie transsaharienne est reliée aux circuits commerciaux du monde musulman, qui s’étendent d’Est en Ouest de l’Espagne jusqu’à l’océan indien et la Chine.

### Sous la Régence et les beys de Tunis (1574-1881)
Sous le régime des beys (de la conquête ottomane à l’instauration du Protectorat français), différents statuts et identités cohabitent sur le territoire : esclaves, affranchis, étrangers dispensés d’impôt... Les esclaves noirs, appelés « Abid » ou « Chouachine », arrivent toujours par les routes caravanières à travers le Sahara. La plupart viennent du « Soudan central », soit les actuels Niger, Nigéria et Tchad.
L’esclavage est aboli par décret sous Ahmed Ier Bey en 1846, soit deux ans avant l’abolition en France. La Tunisie devient alors le premier pays arabo-musulman à abolir l’esclavage. Devant la persistance de pratiques esclavagistes, il est ré-aboli par l’administration coloniale française en 1890.

### Sous le protectorat français (1881-1956)
L’administration coloniale française réorganise le régime fiscal concernant les Barrânia (étrangers), qui étaient autrefois exemptés d’impôt. Ces communautés sont réorganisées en cheikhats (unité administrative regroupant une population sous l’égide d’un cheikh), divisés sur une base qui se veut ethnique. Dans la foulée de la seconde abolition de l’esclavage en 1890 sont alors amalgamés les descendants d’esclaves ou d’affranchis, les Ouarglia (originaires de Ouargla, en Algérie), les Fezzani (originaires du Fezzan libyen), les Tripolitains (de la Tripolitaine, région côtière de Libye), les « Soudanais » (originaires des régions subsahariennes, communément appelées Bilâd As-Soudân, « pays des Noirs »), Ghadamsia (de Ghadamès en Libye), Dorradjia… Les termes « Soudanais » et « Tripolitains » désignent alors les personnes au phénotype « noir ».
À partir des années 1890, des « Tripolitains » et « Soudanais », pour la plupart des hommes mais aussi des femmes, migrent massivement vers la Tunisie, individuellement ou en groupe. Ils sont généralement musulmans et originaires de la Tripolitaine,  du Fezzan et de la Cyrénaïque. Une partie non négligeable d’entre eux sont des esclaves marrons qui arrivent en Tunisie pour demander à être officiellement affranchis. Beaucoup n’ont pas de liens avec l’esclavage et fuient les guerres d’invasion italiennes (1911-1945) et les crises causées par les conflits italo-turcs. Certains demandent le statut de réfugiés, comme la tribu des « Cianes Cherarda » en 1911, représentée par treize chefs de famille, venue avec ses troupeaux ovins et autres biens de valeur. Les autorités coloniales facilitent l’arrivée des « Tripolitains » et les autorisent à circuler sur tout le territoire tunisien, où leur main d’œuvre est en demande. Du fait du début de la colonisation française, les besoins en main d’œuvre en agriculture et en travaux publics sont importants. Pour permettre l’installation de colons, en ville comme en campagne, ces migrants sont employés comme gardiens, terrassiers, moissonneurs, ouvriers agricoles, ou encore ouvriers miniers. Les immigrés « tripolitains » n’opèrent pas forcément une coupure avec la Libye. Beaucoup continuent d’y aller et venir pour des raisons familiales ou d’affaires. Certains y retournent définitivement, encouragés par les autorités italiennes ayant annexé la Libye.
Ces déplacements transfrontaliers causent des frictions entre la France et l’Italie, car chacune a un intérêt économique et militaire à s’approprier les personnes concernées. Un accord entre les deux puissances coloniales est officialisé en 1914 pour se partager cette population. Il établit que tous les « Tripolitains » arrivés dans la Régence de Tunisie en 1912 ou avant seraient naturalisés tunisiens, peu importe leur préférence. Les autres iraient à la Libye italienne. Cette entente n’arrête pas les migrations de personnes noires vers et depuis la Tunisie. La crise de 1930 provoque le départ de nombreux « Tripolitains » employés dans les mines de Gafsa. À l’inverse, l’assaut italien de la Cyrénaïque, bien plus violent que l’annexion de la Tripolitaine, provoque de nouvelles arrivées en Tunisie. Ces arrivées sont encouragées par les compagnies minières, qui envoient des émissaires dans le Sahara pour promettre du travail et attirer les migrants.

### Après l’Indépendance (1956)
Avec l’indépendance politique acquise en 1956, le jeune État tunisien, dirigé par le président Bourguiba, met de l’avant un discours nationaliste unitaire et rejette toute revendication identitaire. L’État cesse toute distinction entre Arabes, Amazighs, noirs et juifs. Aucune des deux abolitions de l’esclavage n’est commémorée par le gouvernement. Aucun lieu de mémoire n’est institué, à l’instar du souk El Berka de Tunis, ancien marché aux esclaves, aujourd’hui centre des joaillers. L’histoire de la présence noire en Tunisie n’est pas enseignée. Elle reste dans l’imaginaire collectif réduite à celle de l’esclavage. L’idée qu’une personne noire est forcément étrangère est aussi très présente.
Une petite élite noire émerge sous la présidence de Bourguiba. Elle occupe des postes diplomatiques auprès de pays africains subsahariens. Il s’agit par exemple de Béchir Gueblaoui, ambassadeur de Tunisie en Éthiopie dans les années 1960-1970 et délégué auprès de l’Organisatin de l’unité africaine (OUA). Un autre exemple est Taieb Sahbani, qui a eu une carrière politique importante, notamment au ministère des Affaires étrangères. La majorité de la population noire de Tunisie reste tout de même plus pauvre et moins scolarisée que les autres. Les années 1960-1970 connaissent un mouvement de revendications identitaires des communautés noires tunisiennes, qui est réprimé.

### Depuis la révolte de 2011
Après la chute de la dictature de Ben Ali en 2011 émergent des revendications politiques dénonçant le racisme en Tunisie. Ce mouvement est porté principalement par trois associations. Il s’agit d’abord de Mnemty (en français, « mon rêve »), créée en mai 2013, qui vise à éradiquer pacifiquement « toute forme de discrimination, de ségrégation et d’exclusion » en privilégiant l’éducation. La deuxième est l’association Adam pour l’égalité et le développement. Créée en 2011 par neuf membres fondateurs, son but est de lutter contre la « marginalité », la « discrimination » et « l’invisibilité du noir ». Elle est dissoute en 2013, mais ses membres fondateurs continuent d’agir sous le nom de « Collectif de la marche pour l’égalité et contre le racisme ». Une autre, Aqaliyet, lutte pour les droits des minorités en général et souhaite englober homosexuels, noirs, juifs, Amazighs et d’autres. Les activistes de ce mouvement sont relativement jeunes et diplômés d’études supérieures (géographie, droit, art…). La plupart sont originaires du Sud tunisien (Gabès, Kbili, Zarzis, Djerba). Les plus visibles sont des femmes. Ce sont par exemple Saadia Mosbah, Maha Abdelhamid, Amina Soudani, Sanaa Krir et Yamina Thabet.
Plusieurs faits sont dénoncés par ces activistes. Par exemple, les certificats de naissance délivrés par l’État tunisien portent encore des mentions référant au passé esclavagiste, comme abid (esclave) ou ’atiq (affranchi) ajoutés au patronyme. Le mot oucif est encore couramment employé pour désigner les personnes noires, alors qu’il signifie étymologiquement « serviteur ». Aussi, depuis l’an 2000, la compagnie nationale de transport opère une ségrégation raciale dans le transport scolaire dans le village d’El Gosba, village à majorité noire dans la région de Médenine. Les élèves blancs et les élèves noirs y sont transportés dans des autobus séparés, à la suite d'une dispute entre deux familles.
Aux premières élections organisées après les révoltes de 2011, soit celles pour l’Assemblée nationale constituante en octobre 2011, apparaissent des candidatures de personnes noires. À Gabès notamment, neuf d’entre elles (cinq femmes et quatre hommes) sont en tête de liste. Un seul député noir est pourtant élu à la Constituante. C’est Bechir Chammam, député de Kebili et membre du parti Ennahdha. Il ne prend aucune position de soutien à la cause antiraciste. La nouvelle constitution est adoptée avec un article 21 condamnant la « discrimination » mais sans en préciser la nature.
En 2018 est adoptée la Loi organique n° 2018-50, qui interdit toutes les formes de discrimination raciale.

## Culture

### Le stambali
Le stambali est une pratique musicale et spirituelle typiquement noire en Tunisie. Elle est associée à des danses et des transes rituelles pratiquées pour leur pouvoir de guérison spirituelle et pour combattre la possession par de mauvais esprits. Ses racines sont subsahariennes : elle est issue du culte des Bori dans la société Hausa (Nigéria, Niger, Cameroun). De là viennent les pratiques de possession rituelle et de divination médiumnique. À ces éléments subsahariens sont associés des éléments de culture typiques du Maghreb, dont le culte populaire des saints musulmans.
Depuis la chute du régime de Ben Ali en 2011, on constate un regain d’intérêt du public pour le stambali en tant que musique typiquement tunisienne. Il est alors pensé comme un genre musical plutôt que comme pratique spirituelle. Il est comparé à d’autres genres musicaux issus des diasporas africaines, comme le blues, le jazz et le rap.

## Personnalités noires tunisiennes

### Politique

#### Slim Marzouk
Slim Marzouk ou Slim Marzoug est un militant politique tunisien et leader indépendantiste noir dans les années 1960-1970. Né en 1928 à Gabès d’une Tunisienne et d’un immigré tripolitain employé de chemins de fer, il crée un parti politique pour les noirs tunisiens à partir de Gabès et des villages environnants, qui comptent d’importantes communautés noires. Craignant la contagion et le soutien du mouvement contestataire afro-américain, le président Bourguiba fait interner Slim Marzouk à l’hôpital psychiatrique Razi de La Manouba. Le militant y passera plus de 35 ans. À la chute de Bourguiba, il choisit de demeurer dans l’hôpital, où il a bâti sa vie. Il ne quitte l’hôpital qu’à la veille de son décès pour rejoindre sa sœur à Gabès. Il y meurt en août 2001.

#### Saadia Mosbah
Saadia Mosbah est une militante antiraciste tunisienne. Elle est la présidente de l’association antiraciste Mnemty (« mon rêve »). Le 6 mai 2024, elle est arrêtée pour blanchiment d’argent. Cette arrestation est considérée par des observateurs de la politique tunisienne comme étant une mesure de représailles à la suite de ses prises de positions contre la politique du président Kaïs Saïed.

#### Maha Abdelhamid
Maha Abdelhamid est une géographe et militante antiraciste tunisienne.

#### Bechir Chammam
Bechir Chammam est un homme politique tunisien, membre du parti islamiste Ennahdha. Il est le premier élu noir de la Deuxième République tunisienne, comme député de Kebili.

#### Jamila Debbech Ksiksi
Jamila Debbech Ksiksi est une femme politique tunisienne. Elle siège comme députée du parti islamiste Ennahdha à l’Assemblée des représentants du peuple de 2014 à 2021. Elle est alors la seule députée noire de l’Assemblée. En 2015, elle prend une fois la parole au parlement pour dénoncer des actes racistes à la suite d'un match de la coupe d’Afrique de football. Elle meurt en 2022 d’un accident de voiture sur l’autoroute Sfax-Gabès.

#### Houda Mzioudet
Houda Mzioudet est une journaliste et militante antiraciste tunisienne.

### Culture

#### Slah Mosbah
Slah Mosbah est un musicien, compositeur et chanteur tunisien. Il est le frère de Saadia Mosbah.

#### Sabry Mosbah
Fils de Slah Mosbah, Sabry Mosbah est un musicien, compositeur et chanteur tunisien.

#### Abid Ghbonton
Les Abid Ghbonton sont un groupe de musiciens et danseurs noirs originaires de Gosba, village de la région de Médenine.

### Saints et saintes

#### Sidi Fraj
Le mausolée du saint soufi Sidi Fraj se situe dans le quartier du même nom, dans la municipalité de La Marsa.